# Пуркерец
Пуркерец (рум. Purcăreț) — село у повіті Селаж в Румунії. Входить до складу комуни Летка.
Село розташоване на відстані 385 км на північний захід від Бухареста, 35 км на північний схід від Залеу, 67 км на північ від Клуж-Напоки.

## Населення
За даними перепису населення 2002 року у селі проживали 139 осіб, з них 136 осіб (97,8%) румунів. Рідною мовою 135 осіб (97,1%) назвали румунську.